# Austin Winkler
Austin Winkler (Oklahoma City, 25 ottobre 1981) è un cantante statunitense, noto per essere stato il cantante del gruppo hard rock statunitense Hinder.

## Carriera
Prima di formare gli Hinder, Austin cantava in una cover band, scrivendo le sue proprie canzoni che il gruppo rifiutò di suonare. In seguito diede vita agli Hinder con Cody Hanson. Ha scritto la canzone "Lips Of An Angel", che arrivò alla numero 3 nella Billboard Hot 100.
Il 10 novembre 2013 ha ufficialmente lasciato gli Hinder.
Il 22 aprile 2016 ha pubblicato il suo primo album da solista, ovvero un EP dal titolo Love Sick Radio.

### Vita privata
Il 21 dicembre 2007 Winkler è stato arrestato a Jonesboro, Arkansas in sospetto di guida in stato di ebbrezza di ritorno dalla sua festa di fidanzamento. Austin e Jami Miller (attrice/modella) si sono sposati a Maui, Hawaii il 30 luglio 2008.